# Cinzia Ragusa
Nunzia Cinzia Ragusa (* 24. Mai 1977 in Catania) ist eine ehemalige italienische Wasserballspielerin. Sie war Olympiasiegerin 2004 sowie Europameisterin 1997 und 2003. 2003 war sie Zweite bei den Weltmeisterschaften sowie 2001 und 2006 bei den Europameisterschaften.

## Karriere
Die 1,79 m große Cinzia Ragusa spielte für die Gruppo Sportivo Orizzonte in ihrer Heimatstadt Catania.
Ihr erster großer Erfolg mit der italienischen Nationalmannschaft war der Sieg bei der Europameisterschaft 1997. 2001 in Budapest erreichten die Italienerinnen das Finale, unterlagen aber dann den Ungarinnen mit 8:10. 2003 bei der Europameisterschaft in Slowenien besiegten die Italienerinnen im Finale die Ungarinnen mit 6:5. Einen Monat nach der Europameisterschaft begann in Barcelona die Weltmeisterschaft 2003. Die Italienerinnen belegten in der Vorrunde den zweiten Platz hinter den Ungarinnen. Das Viertelfinale gegen die Niederländerinnen entschieden die Italienerinnen erst im Penaltywerfen nach der Verlängerung für sich. Im Halbfinale bezwangen sie die Kanadierinnen mit 5:2, das Finale verloren sie gegen die Mannschaft aus den Vereinigten Staaten mit 6:8. 2004 beim olympischen Wasserballturnier in Athen belegten die Italienerinnen in der Vorrunde den zweiten Platz hinter den Australierinnen. Mit einem 8:5-Sieg gegen die Ungarinnen erreichten die Italienerinnen das Halbfinale. Dort besiegten sie die Mannschaft aus den Vereinigten Staaten mit 6:5. Im Finale gegen die Griechinnen siegten die Italienerinnen dann mit 10:9. Ragusa war in allen Spielen dabei und erzielte sowohl im Viertelfinale als auch im Halbfinale jeweils ein Tor. Sie wechselte sich als Centerverteidigerin mit Noémi Tóth ab.
Bei der Europameisterschaft 2006 erreichten die Italienerinnen das Finale und unterlagen dort den Russinnen mit 10:12. Im Jahr darauf bei der Weltmeisterschaft 2007 in Melbourne belegten die Italienerinnen den fünften Platz. Bei den Olympischen Spielen 2008 in Peking erreichten die Italienerinnen den zweiten Platz in ihrer Vorrundengruppe hinter dem Team aus den Vereinigten Staaten, aber vor den Russinnen. Im Viertelfinale unterlagen sie den Niederländerinnen mit 11:13 und belegten letztlich den sechsten Platz. Ragusa war in allen fünf Spielen dabei und erzielte in der Vorrunde ein Tor.